# World on Fire (canción de Sarah McLachlan)
«World on Fire» es una canción de la cantautora canadiense Sarah McLachlan. Fue lanzado en junio de 2004 como el tercer sencillo de su álbum Afterglow (2003).

## Antecedentes y escritura
Sarah McLachlan escribió la canción a raíz de los ataques del 11 de septiembre.

## Video musical
El vídeo fue dirigido por Sophie Muller. Comienza con la afirmación de haber costado 150.000 dólares, a pesar de las siguientes imágenes de baja calidad de una McLachlan descalza en una habitación sencilla tocando su guitarra. El video continúa revelando que en realidad costó $15 y luego rastrea (en segmentos animados y grabados en video) cómo el resto se destinó a enriquecer vidas en todo el mundo a través de donaciones caritativas.

## Listado de pistas
CD MaxiSingle
1. "World on Fire" – 4:22
2. "World on Fire" (Live Version) – 4:16
3. "World on Fire" (Junkie XL Radio Mix) – 3:46
4. "World on Fire" (Solarstone "Afterhours" Mix) – 8:42
5. "World on Fire" enhance video – 4:22

UK Promo
1. "World on Fire" – 4:22
2. "World on Fire" (Junkie XL Radio Mix) – 3:46

US Promo
1. "World on Fire" (Junkie XL Radio Mix) – 3:46
2. "World on Fire" (Radio Mix) – 4:28
3. "World on Fire" – 4:23
4. Call Out Hook – 0:10

US Promo (Vinilo)
1. "World on Fire" (JXL Club Mix) – 12:24
2. "World on Fire" (JXL Club Mix Edit) – 6:28[3]
3. "World on Fire" (Marius De Vries Mix) – 4:49

CAN Promo
1. "World on Fire" (Junkie XL Radio Mix) – 3:46
2. "World on Fire" (Tom Lord Alge Radio Mix) – 4:25
3. "World on Fire" – 4:22
4. "World on Fire" (Junkie XL Mix Show Edit) – 6:25

UK Promo (Vinilo)
1. "World on Fire" (JXL Club Mix) – 12:24
2. "Stupid" (Hyper Mix)

## Posicionamiento en listas
| Lista (2004)                           | Posición más alta |
| -------------------------------------- | ----------------- |
| Canada AC Top 30 (Radio & Records)     | 2                 |
| Canada Hot AC Top 30 (Radio & Records) | 5                 |
| Países Bajos (Mega Single Top 100)     | 92                |
| Escocia (Scottish Singles Sales Chart) | 72                |
| Reino Unido (UK Singles Chart)         | 72                |
| US Billboard Adult Pop Songs           | 14                |
| US Billboard Hot Dance Club Play       | 2                 |

## Información adicional
- Las once organizaciones benéficas que McLachlan eligió para donar los costos de producción de World On Fire son Carolina for Kibera, Comic Relief, CARE USA, DORCAS, Ingenieros Sin Fronteras (Canadá), Help the Aged, Film Aid, War Child, Heifer International, ITDG y Action Aid.
- El vídeo se inspiró en una carta de un voluntario de Ingenieros Sin Fronteras (Canadá).[11]
- Un remix de la canción de Junkie XL apareció en la banda sonora de FIFA Soccer 2005.